# Xatrac gros
El xatrac gros (Hydroprogne caspia) és una espècie d'ocell de la família dels làrids (Laridae) i única espècie del gènere Hydroprogne, si bé sovint és ubicat a Sterna. Habita costes i vores de llacs de sorra o grava de gairebé tots els continents, criant en Amèrica del Nord, localment a l'oest, sud i est d'Àfrica, Madagascar, Àsia central, entre els mars Negre, Caspi i d'Aral, el Pakistan, l'Índia, Xina, Taiwan, Hainan, Austràlia i Nova Zelanda. Les poblacions septentrionals solen fer migracions cap al sud. Als Països Catalans solen presentar-se com a hivernants a llocs com les Salines de Santa Pola.